# Brèche vers l'Enfer
Brèche vers l'Enfer (titre original : The Cipher) est un roman de dark fantasy et d'horreur de l'écrivaine américaine Kathe Koja, publié en 1991 puis traduit en français et publié en 1993. Il s'agit du premier roman de l'autrice.
Brèche vers l'Enfer a remporté le prix Bram-Stoker du meilleur premier roman 1991 ainsi que le prix Locus du meilleur premier roman 1992.

## Éditions
- The Cipher, Dell Publishing, 5 janvier 1991, 356 p.  (ISBN 0-440-20782-7)
- Brèche vers l'Enfer, J'ai lu, coll. « Épouvante » no 3549, mai 1993, trad. Nathalie Serval, 328 p.  (ISBN 2-277-23549-0)